# Paulo Nagamura
Paulo Roberto Corradi Nagamura (* 2. März 1983 in São Paulo) ist ein brasilianischer Fußballtrainer und ehemaliger Fußballspieler mit japanischen Wurzeln.

## Karriere

### Jugend
2001 wechselte der damals 18-Jährige von seinem Jugendverein FC São Paulo nach England zu Arsenal London. Dort spielt er in der Jugend- und Reservemannschaft des Vereins und verhalf den Londonern bei der U19-Meisterschaft 2004 durch seinen Finaltreffer gegen den FC Liverpool zum Sieg.

### Wechsel nach Amerika
Im März 2004 wechselte er dann in die amerikanische Major League Soccer zu Los Angeles Galaxy. Dort spielte  er 54-mal, schoss dabei aber kein Tor. Anfang 2007 war er bei dem neu gegründeten Verein Toronto FC unter Vertrag. Nach vier Spielen für den kanadischen Verein wechselte er am 4. Mai 2007 zurück nach Los Angeles, diesmal aber zu den C.D. Chivas USA.
Nach einem halben Jahr in Mexiko bei UANL Tigres kehrte er 2010 zu C.D. Chivas USA zurück. Am 29. November 2011 wurde er von den Chivas gegen einen Pick im MLS Supplemental Draft 2012 eingetauscht. Seitdem spielte er bis 2016 Sporting Kansas City.
Bei dem Klub übernahm 2017 eine Stelle als Assistenztrainer und ab 2016 die zweite Mannschaft des Klubs als Cheftrainer. Zur MLS 2022 Saison wurde Nagamura Trainer von Houston Dynamo.

## Erfolge
Arsenal
- Premier League U-19-Championship: 2001

Los Angeles Galaxy
- Lamar Hunt U.S. Open Cup
- Major League Soccer (Major League Soccer 2005) (Western Conference Championship)
- Major League Soccer Major League Soccer 2005 MLS Cup